# NHL 1926/27
Die NHL-Saison 1926/27 war die zehnte Spielzeit in der National Hockey League. Zehn Teams spielten jeweils 44 Spiele. Erstmals wurde in zwei Gruppen gespielt. In jeder Gruppe spielten der Drittplatzierte gegen den Zweiten das Viertelfinale, um dann gegen den Tabellenführer um die Teilnahme am Stanley-Cup-Finale zu spielen. Dort siegten die Ottawa Senators zweimal gegen die Boston Bruins, zwei weitere Spiele endeten unentschieden.
Mit den Chicago Black Hawks, den Detroit Cougars und den New York Rangers als zweites Team in New York stießen drei neue Teams zur Liga, die noch heute in der NHL spielen. Die St. Patricks sollten auch in die USA verkauft werden, doch Conn Smythe versammelte hinter sich eine Gruppe von 16 Geldgebern, die für 160.000 Dollar das Team kauften, die Farben in Blau und Weiß änderten und dem Team einen neuen Namen gaben, Toronto Maple Leafs. Um ein Haar hätte es auch den ersten Toten auf dem Eis gegeben. Im New Yorker Derby zog sich Shorty Green bei einem Check eine schwere Nierenverletzung zu. Er schwebte in Lebensgefahr und eine Niere musste entfernt werden. Green erholte sich, kehrte aber nie mehr auf das Eis zurück. Eine schillernde Persönlichkeit war Bostons Coach Art Ross. Ständig bemühte er sich, das Spielgerät zu verbessern. Die NHL führte auf seine Anregung neue Pucks und neue Tornetze ein, damit der Puck nicht mehr aus dem Tor zurückprallt.

## Reguläre Saison

### Abschlusstabellen
Abkürzungen: GP = Spiele, W = Siege, L = Niederlagen, T = Unentschieden, GF = Erzielte Tore, GA = Gegentore, Pts = Punkte
| Canadian Division     | GP | W  | L  | T | GF | GA | Pts |
| --------------------- | -- | -- | -- | - | -- | -- | --- |
| Ottawa Senators       | 44 | 30 | 10 | 4 | 86 | 69 | 64  |
| Canadiens de Montréal | 44 | 28 | 14 | 2 | 99 | 67 | 58  |
| Montreal Maroons      | 44 | 20 | 20 | 4 | 71 | 68 | 44  |
| New York Americans    | 44 | 17 | 25 | 2 | 82 | 91 | 36  |
| Toronto Maple Leafs   | 44 | 15 | 24 | 5 | 79 | 94 | 35  |

| American Division   | GP | W  | L  | T | GF  | GA  | Pts |
| ------------------- | -- | -- | -- | - | --- | --- | --- |
| New York Rangers    | 44 | 25 | 13 | 6 | 95  | 72  | 56  |
| Boston Bruins       | 44 | 21 | 20 | 3 | 97  | 89  | 45  |
| Chicago Black Hawks | 44 | 19 | 22 | 3 | 115 | 116 | 41  |
| Pittsburgh Pirates  | 44 | 15 | 26 | 3 | 79  | 108 | 33  |
| Detroit Cougars     | 44 | 12 | 28 | 4 | 76  | 105 | 28  |

### Beste Scorer
Abkürzungen: GP = Spiele, G = Tore, A = Assists, Pts = Punkte
| Spieler           | Team           | GP | G  | A  | Pts |
| ----------------- | -------------- | -- | -- | -- | --- |
| Bill Cook         | NY Rangers     | 44 | 33 | 4  | 37  |
| Dick Irvin        | Chicago        | 43 | 18 | 18 | 36  |
| Howie Morenz      | Montreal       | 44 | 25 | 7  | 32  |
| Frank Fredrickson | Detroit/Boston | 41 | 18 | 13 | 31  |
| Babe Dye          | Chicago        | 41 | 25 | 5  | 30  |
| Ace Bailey        | Toronto        | 42 | 15 | 13 | 28  |
| Frank Boucher     | NY Rangers     | 44 | 13 | 15 | 28  |
| Billy Burch       | NY Americans   | 43 | 19 | 8  | 27  |
| Harry Oliver      | Boston         | 42 | 18 | 6  | 24  |
| Duke Keats        | Boston/Detroit | 42 | 16 | 8  | 24  |

## Stanley-Cup-Playoffs
|  | Viertelfinale | Viertelfinale         | Viertelfinale |                       |    | Halbfinale | Halbfinale      | Halbfinale |  |  | Stanley-Cup-Finale | Stanley-Cup-Finale | Stanley-Cup-Finale |
|  |               |                       |               |                       |    |            |                 |            |  |  |                    |                    |                    |
|  |               |                       |               |                       |    |            |                 |            |  |  |                    |                    |                    |
|  |               |                       |               |                       |    |            |                 |            |  |  |                    |                    |                    |
|  | C1            | Ottawa Senators       | 15            |                       |    |            |                 |            |  |  |                    |                    |                    |
|  | C1            | Ottawa Senators       | 15            |                       |    |            |                 |            |  |  |                    |                    |                    |
|  |               |                       | C2            | Canadiens de Montréal | 01 |            |                 |            |  |  |                    |                    |                    |
|  | C2            | Canadiens de Montréal | C2            | Canadiens de Montréal | 01 | 12         |                 |            |  |  |                    |                    |                    |
|  | C2            | Canadiens de Montréal |               |                       |    | 12         |                 |            |  |  |                    |                    |                    |
|  | C3            | Montreal Maroons      | 01            |                       |    |            |                 |            |  |  |                    |                    |                    |
|  |               |                       |               |                       |    | C1         | Ottawa Senators | 2          |  |  |                    |                    |                    |
|  |               | A2                    | Boston Bruins | 0                     |    |            |                 |            |  |  |                    |                    |                    |
|  |               |                       |               |                       |    |            |                 |            |  |  |                    |                    |                    |
|  |               |                       |               |                       |    |            |                 |            |  |  |                    |                    |                    |
|  | A1            | New York Rangers      | 01            |                       |    |            |                 |            |  |  |                    |                    |                    |
|  | A1            | New York Rangers      | 01            |                       |    |            |                 |            |  |  |                    |                    |                    |
|  |               |                       | A2            | Boston Bruins         | 13 |            |                 |            |  |  |                    |                    |                    |
|  | A2            | Boston Bruins         | A2            | Boston Bruins         | 13 | 110        |                 |            |  |  |                    |                    |                    |
|  | A2            | Boston Bruins         |               |                       |    |            |                 |            |  |  |                    |                    |                    |
|  | A3            | Chicago Black Hawks   | 05            |                       |    |            |                 |            |  |  |                    |                    |                    |

## NHL Awards und vergebene Trophäen
| Auszeichnung          | Spieler           | Team               |
| --------------------- | ----------------- | ------------------ |
| Hart Memorial Trophy: | Herb Gardiner     | Montréal Canadiens |
| Lady Byng Trophy:     | Billy Burch       | New York Americans |
| Vezina Trophy:        | George Hainsworth | Montréal Canadiens |